# Jarnages
Jarnages (okcitansko Jarnajas) je naselje in občina v francoskem departmaju Creuse regije Limousin. Leta 2007 je naselje imelo 506 prebivalcev.

## Geografija
Kraj leži v pokrajini Marche 20 km vzhodno od Guéreta.

## Uprava
Jarnages je sedež istoimenskega kantona, v katerega so poleg njegove vključene še občine Chamborand, Fleurat, Lizières, Saint-Étienne-de-Fursac, Saint-Pierre-de-Fursac in Saint-Priest-la-Plaine s 3.891 prebivalci.
Kanton Jarnages je sestavni del okrožja Guéret.
1. ↑  »Populations légales 2016«. Nacionalni inštitut za statistične in gospodarske raziskave. Pridobljeno 25. aprila 2019.